# Visconde das Picoas
Visconde das Picoas é um título nobiliárquico criado por D. Maria II de Portugal, por Decreto de 19 de Outubro de 1835, em favor de António Pinto Esteves da Costa, antes 1.º Barão das Picoas.
Titulares
1. António Pinto Esteves da Costa, 1.º Barão e 1.º Visconde das Picoas.